# Saint-Bonnet-Tronçais
 Saint-Bonnet-Tronçais  es una población y comuna francesa, situada en la región de Auvernia, departamento de Allier, en el distrito de Montluçon y cantón de Cérilly.

## Demografía
| 1066 | 1105 | 1003 | 853 | 913 | 783 |
| Para los censos de 1962 a 1999 la población legal corresponde a la población sin duplicidades (Fuente: INSEE [Consultar]) |      |      |     |     |     |